# Осадка

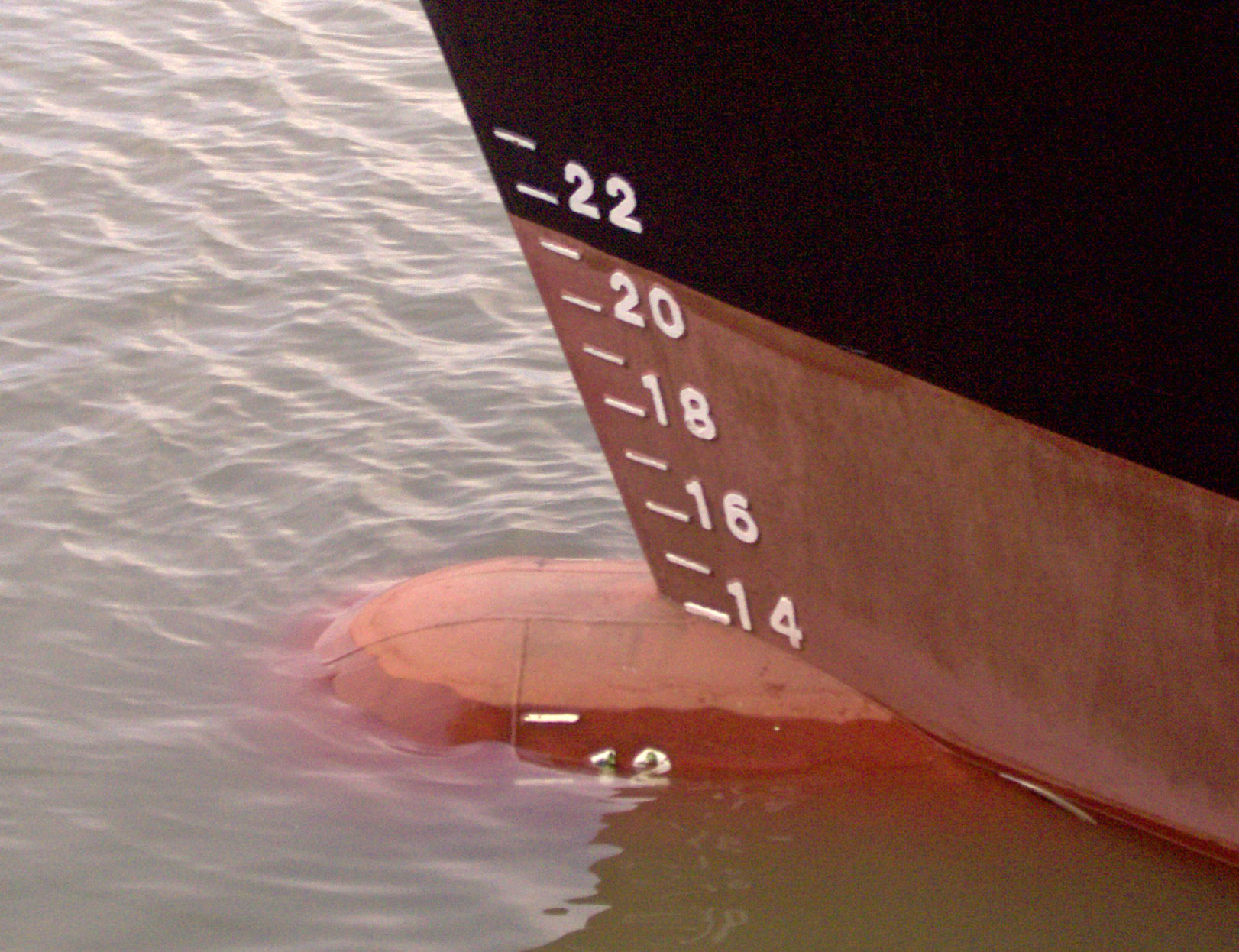
Шкала марок углубления, показывающая текущую осадку судна

Оса́дка, в военном и гражданском судостроении — глубина погружения корпуса корабля (судна) в воду; расстояние самой углубленной точки подводной части судна от поверхности воды..

## Виды
Различают следующие виды осадки:
- Проектная (расчётная) осадка — вертикальное расстояние от верхней кромки киля до уровня главной ватерлинии, измеренное на половине длины корпуса. В технической документации обозначается как T;
- Проектная осадка по мидельшпангоуту — расстояние от ватерлинии до наружной кромки обшивки у киля;
- Осадка носом (Носовая осадка), измеряемая по носовой точке погружения, или у носовой марки;
- Осадка кормой (Кормовая осадка) — измеряемая по кормовой точке погружения, или у кормовой марки;
- Средняя осадка — среднее арифметическое значение носовой и кормовой осадки.

Для измерения осадки на корпусе корабля наносят Кривую (или шкалу) Грузового размера или марки углубления. В большинстве флотов мира марки углубления наносят по вертикали от концевых точек прямой линии киля до главной ватерлинии с обоих бортов судна. В англо-саксонских государствах и странах[прояснить] (но не только в них) долей марки является фут.
Для судов с большой осадкой затруднён, либо невозможен вход в мелководные районы моря, гавани, порта, а также устья рек. Осадка судна является мерилом его грузоподъёмности. Уменьшение осадки 200 000-тонного танкера всего на 0,5 метра приводит к потере от 6 000 до 8 000 тонн его грузоподъёмности.
Океаны и моря достаточно глубоки для плавания любых кораблей и судов с любыми максимальными размерами, однако каждый корабль или судно должно ещё войти в базу или порт с грузом или, по крайней мере, стать на рейде, что ограничивает возможную осадку кораблей и судов 30 — 35 метрами.

## Галерея

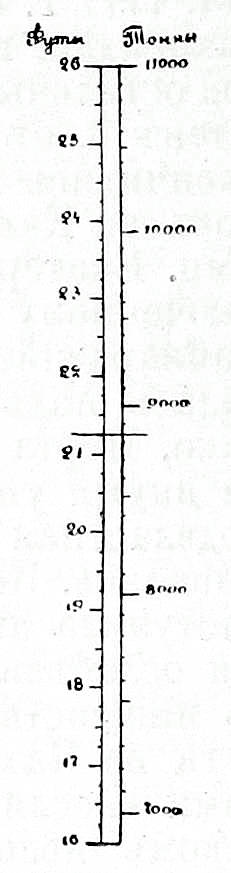
Кривая (или шкала) Грузового размера, рисунок к статье «Грузовой размер», Военная энциклопедия Сытина, Санкт-Петербург, 1911 — 1915 годов.
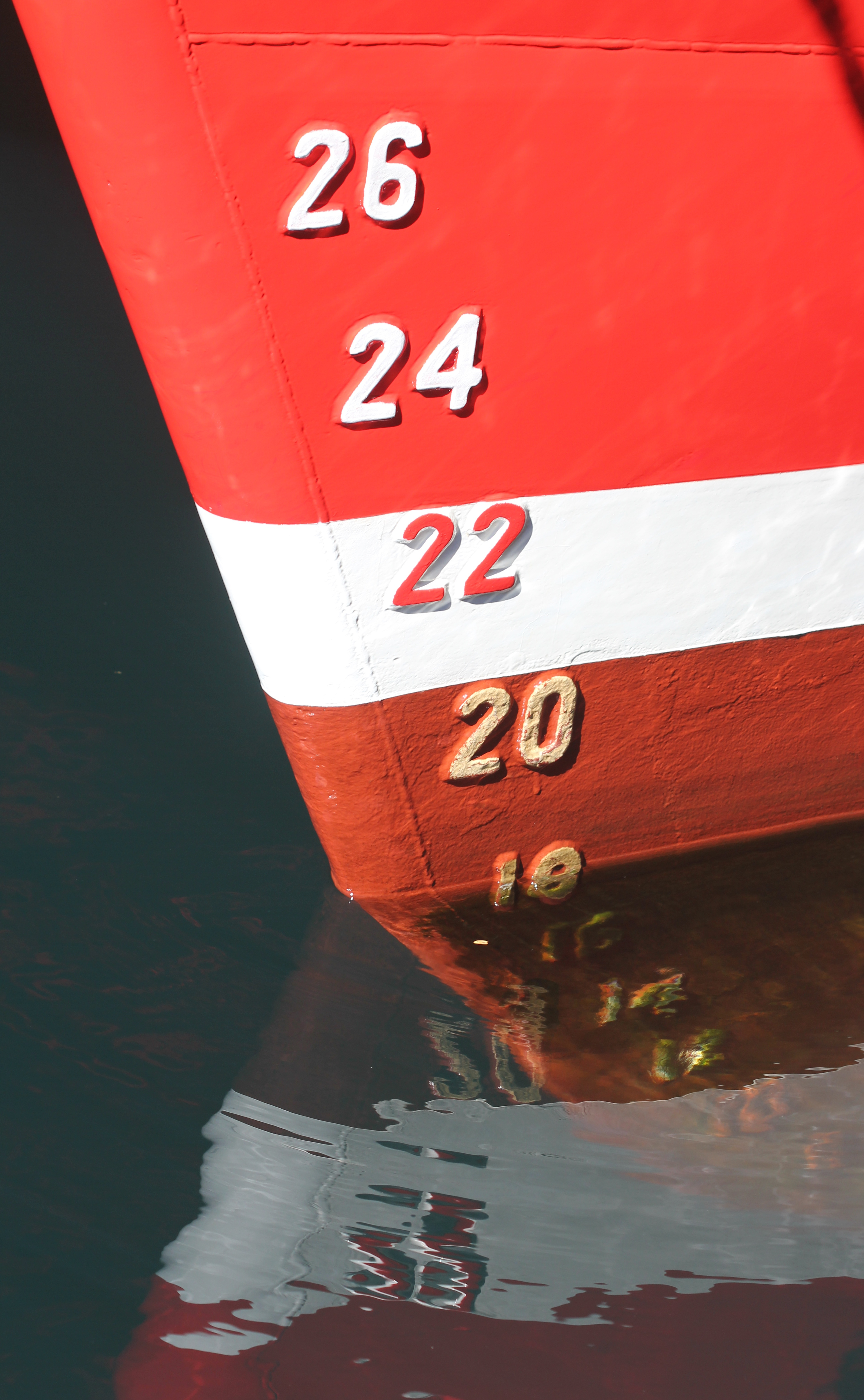
Кривая (или шкала) Грузового размера, Носовая шкала марок углубления, показывающая текущую осадку корабля.
Грузовой размер, Метрическая шкала марок углубления.
Англосаксонская система марок углубления, нумерация римскими цифрами.
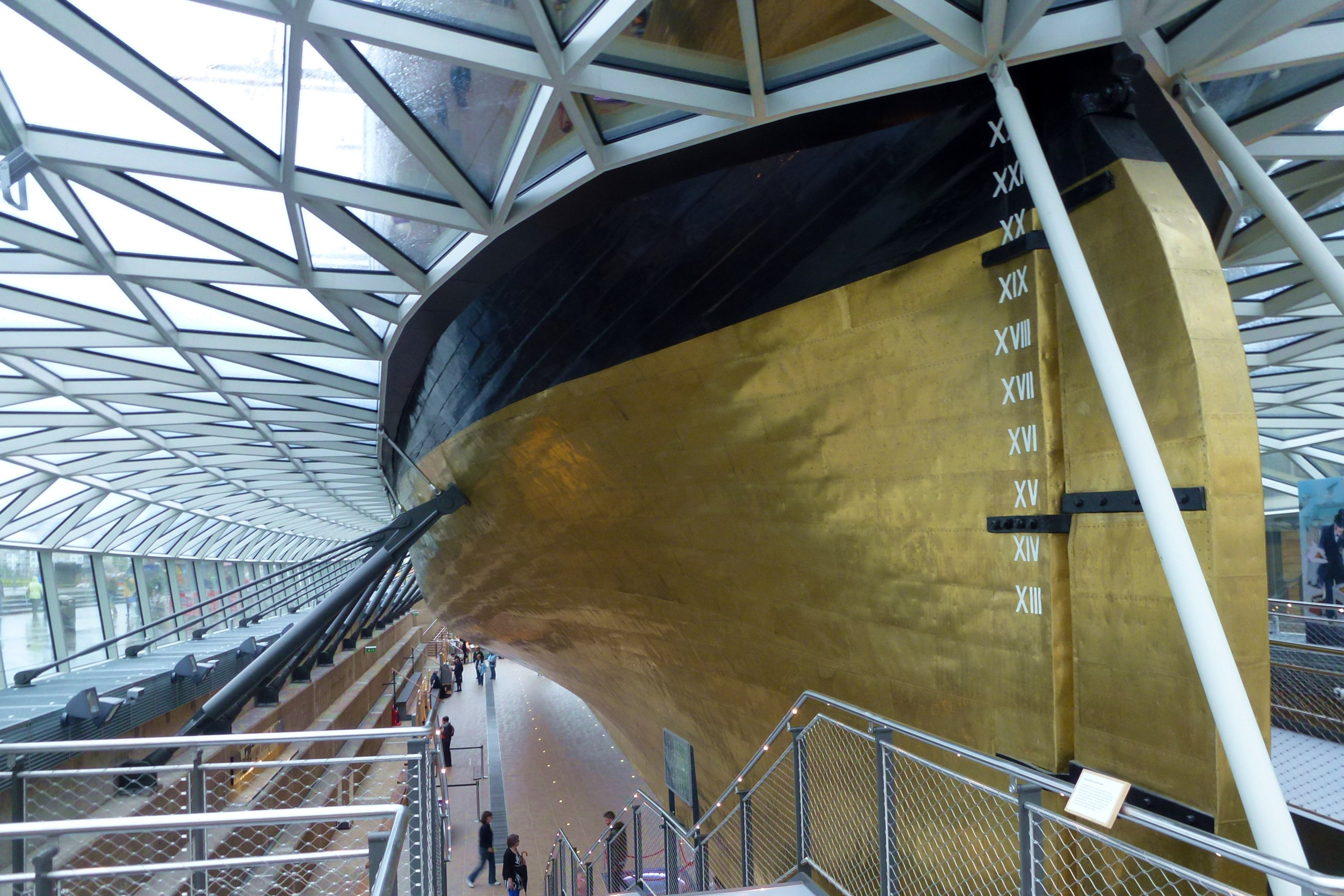
Англосаксонская система марок углубления, используемая на корме клипера «Катти Сарк» (осадка: 6,7 м).
Графическая схема размеров корабля; размер «d» — это осадка.